# عبد الحليم العمودي
عبد الحليم العمودي (مواليد 19 أغسطس 1986) هو لاعب كرة قدم سعودي .
كانت بداياته مع نادي أحد و لعب بعدها مع أندية الأنصار والنهضة والرائد والعروبة و عاد إلى نادي أحد في عام 2016 و لعب معهم لمدة شهرين وبعدها وقع مع نادي النهضة و في مارس 2017 عاد مرة أخرى إلى نادي أحد و في مطلع عام 2018 وقع مع نادي الكوكب .

## وصلات خارجية
- عبد الحليم العمودي على موقع Soccerway.com (الإنجليزية)

- عبد الحليم العمودي